# Fyrislund

Fyrislund är en stadsdel i östra Uppsala, till större delen ett industri- och butiksområde. Fyrislund ligger på östra sidan om södra delen av Tycho Hedéns väg genom Uppsala, och avgränsas av den stora rondellen vid en motorväg mot Stockholm. I väster finns butiker och småindustrier, liksom före detta Pharmacias (jämför Pfizer) anläggning för läkemedelstillverkning. I öster ligger den numera nedlagda Allianshallen. I söder, vid länsväg 282, ligger Fyrislunds brandstation och Viktoria övningsfält och konferenscenter.
Både Fyrislund och grannstadsdelen Slavsta planeras att byggas ut under 2010-talet med bland annat fler varuhus och andra funktioner.[uppföljning saknas]
I Fyrislund har museijärnvägen Lennakatten en hållplats.